# حادث قتل نيها بن 2015
في يوم 2 فبراير عام 2016 ، تم العثور على جثة فتاة مراهقة في نياجون ،نيبال. فيما بعد تبين أنها جثة يورنا بن نيها . عثر البوليس بالفعل علي القاتل ويدعى كيرتان خادجي 21 عاما وكان صديقا مقربا لنيها بن .